# Маслово (Івдельський міський округ)
Ма́слово (рос. Маслово) — селище у складі Івдельського міського округу Свердловської області.
Населення — 509 осіб (2010, 710 у 2002).
Національний склад населення станом на 2002 рік: росіяни — 91 %.
До 31 грудня 1999 року селище мало статус селища міського типу.